# Norantea guianensis
Norantea guianensis o burriquito es una especie de plantas con flores de la familia Marcgraviaceae. Es originaria de América tropical y las Antillas.

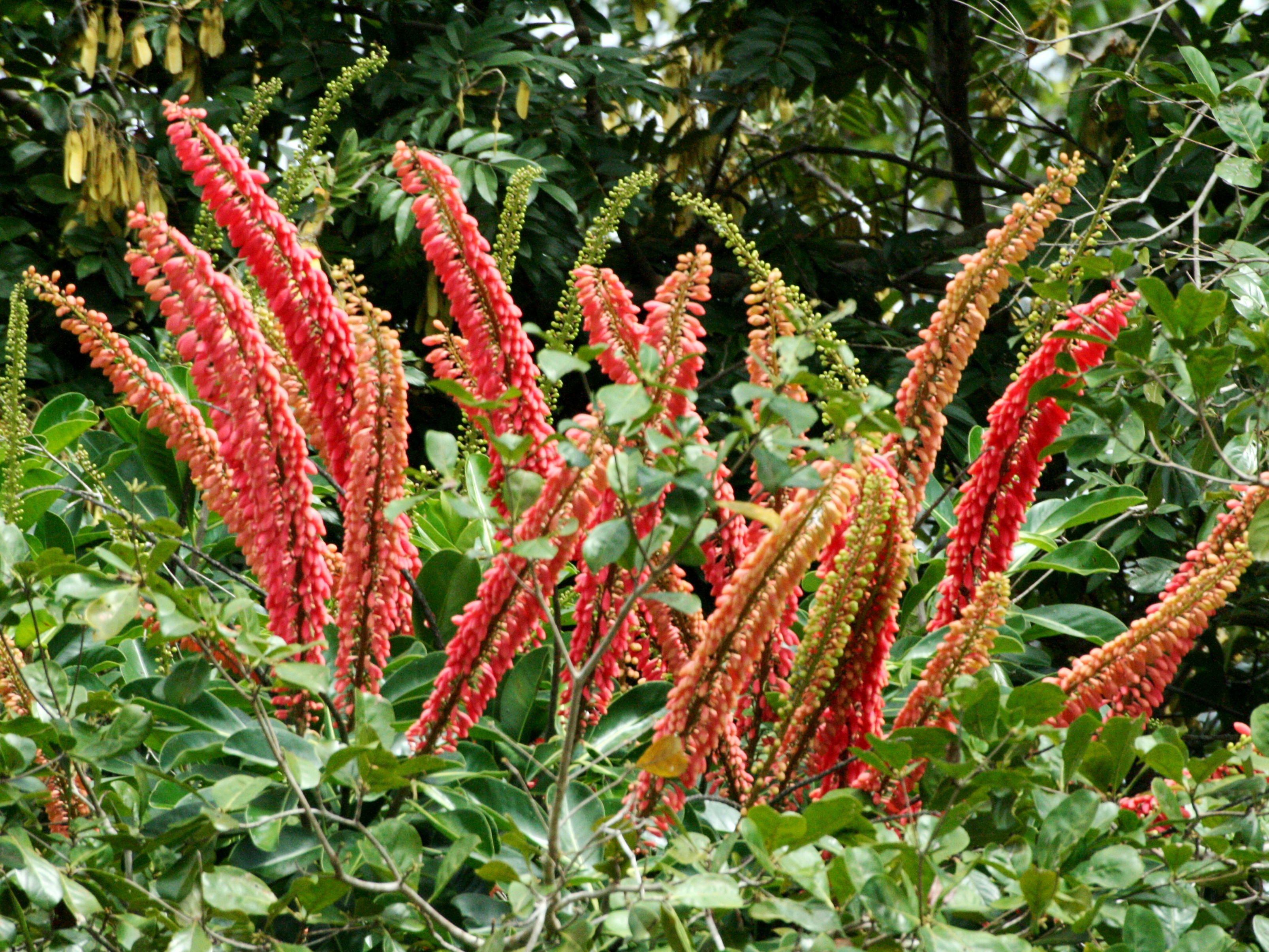
Inflorescencias

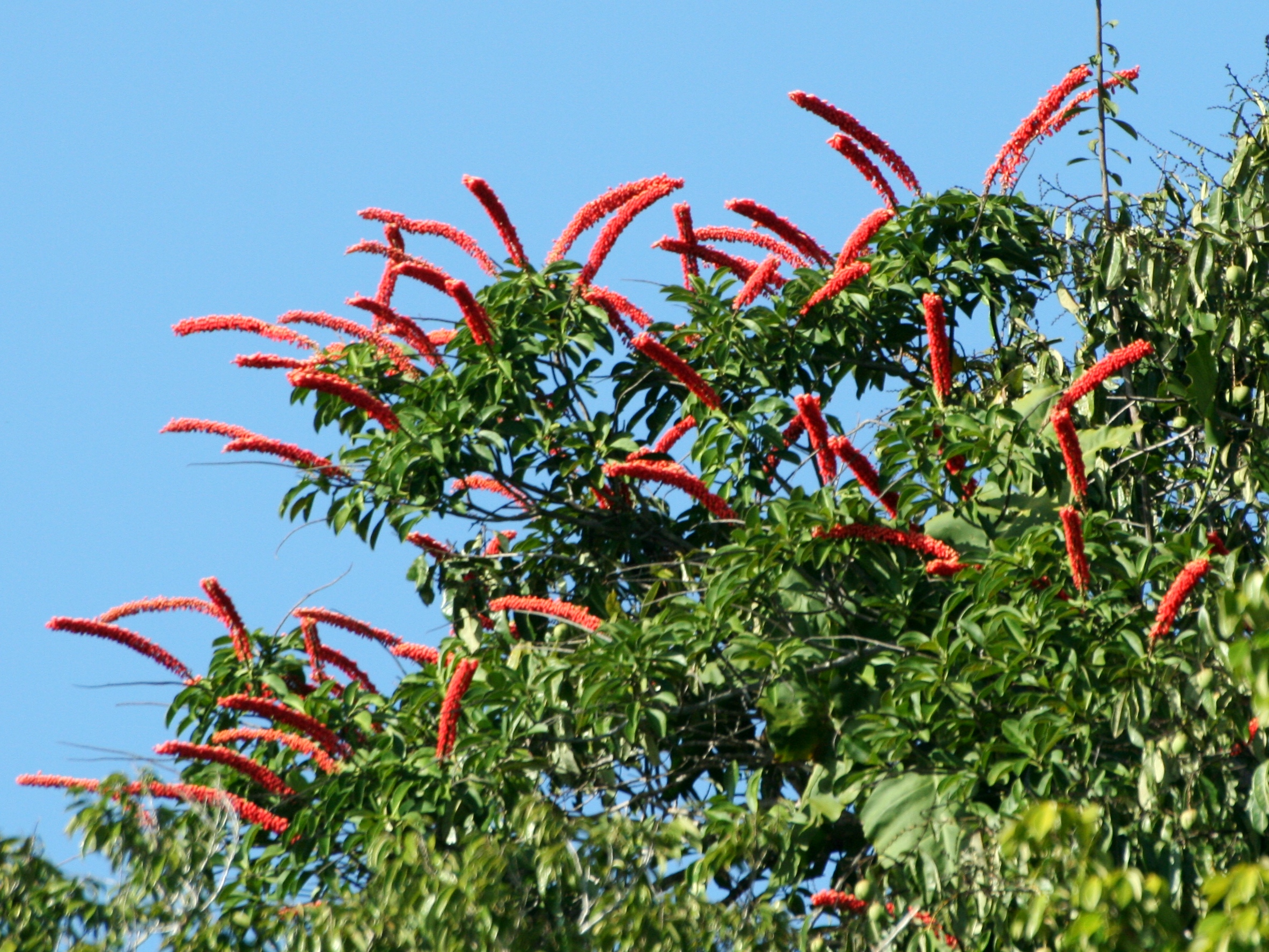
Vista de la planta

## Descripción
Es un arbusto trepador con hojas gruesas y brillantes. Produce largas espigas de flores color rojo-naranja con bolsas de néctar inusuales, que atraen a los pequeños pájaros y colibríes. Florece todo el año en los trópicos. Trepa con la ayuda de raíces adventicias hasta los 10 m de altura.  

## Taxonomía
Norantea guianensis fue descrita por Jean Baptiste Christophore Fusée Aublet  y publicado en Histoire des Plantes de la Guiane Françoise 1: 554, t. 220. 1775.
Sinonimia
- Ascium aubletii Spreng.
- Ascium guianense (Aubl.) Oken
- Ascium norantea Raeusch.
- Ascium violaceum Vahl
- Norantea guianensis subsp. guianensis
- Norantea guianensis var. guianensis
- Norantea paraensis Mart.
- Norantea zeledoniana Standl. & L.O. Williams[3]

subsp. japurensis (Mart.) Bedell
- Ascium japurense (Mart.) Steud.
- Norantea guianensis var. japurensis (Mart.) G.L.Ferreira
- Norantea japurensis Mart.